# Odéon (Athènes)
Pour les articles homonymes, voir Odéon.

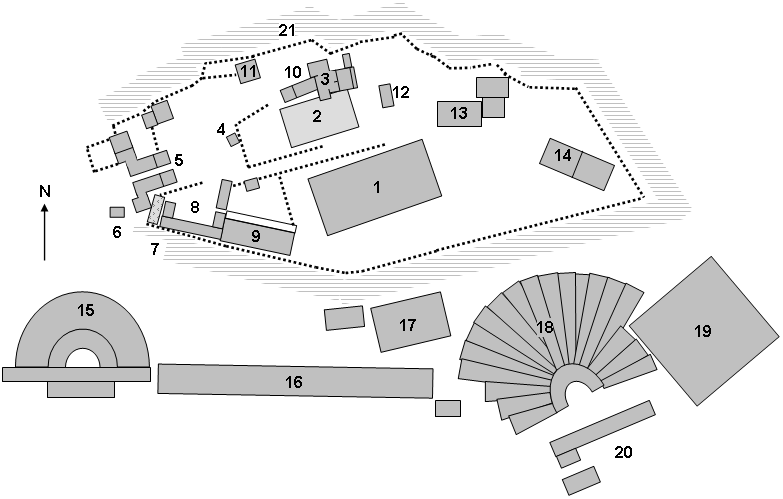
Plan du site de l'acropole d'athènes – L'Odéon de Périclès est le numéro 19

L'odéon de Périclès (en grec moderne : Ωδείον του Περικλέους) est construit à Athènes en -443 près du théâtre de Dionysos. Il passe pour le premier monument d'un nouveau genre, l'odéon, destiné aux concours musicaux des Panathénées, mais il servit aussi de bouleutérion, lieu de réunion administrative, électorale ou judiciaire. Les auteurs antiques évoquent un usage comme tribunal, centre de distribution de blé, salle de débats philosophiques,.

## Histoire
L'odéon de Périclès est construit en -443 près du théâtre de Dionysos, selon une juxtaposition du théâtre et de l'odéon qui devint une association classique, répétée dans les villes de l'Empire romain qui s'équipèrent d'un odéon.
Incendié par Aristion au cours du siège d'Athènes par Sylla en -86, il fut reconstruit par le roi de Cappadoce Ariobarzane,. Une inscription précise les noms des architectes de la reconstruction, Caius et Marcus Stallius, et Melanippus,.
Il est de nouveau détruit en 267 lors d'un raid des Goths sur les Balkans.

## Description
Le bâtiment initial avait un plan rectangulaire, de 62,40 × 68,60 m, et un toit pyramidal selon Plutarque, soutenu par neuf rangées de colonnes, dont les bases retrouvées sur le côté sud étaient espacées de 5 à 6 mètres. Le soutien de la couverture par une série de colonnes le fit comparer à une gigantesque tente. Il est possible que la partie centrale soit restée découverte.
Il tirait vanité d'un toit en bois de cèdre absolument admirable[réf. nécessaire].